# Новая Слобода (Большеболдинский район)
Новая Слобода — село в Большеболдинском районе Нижегородской области. Административный центр Новослободского сельсовета.

## География
Находится в южной части Нижегородской области на расстоянии приблизительно 11 километров по прямой на юго-запад от села Большое Болдино, административного центра района.

## История
Село было основано предположительно в XVII веке, было заселено изначально белорусами. Позже сюда были переселены украинцы и русские. В XIX веке село принадлежало князю В.Л.Кочубею. В селе работал винокуренный, сыроваренный и конный заводы. В 1859 году здесь было отмечено 76 дворов и 598 жителей.

## Население
Постоянное население составляло 774 человека (русские 96%) в 2002 году, 698 в 2010.